# 2015 (numero)
Duemilaquindici (2015) è il numero naturale dopo il 2014 e prima del 2016.

## Proprietà matematiche
- È un numero dispari.
- È un numero composto da 8 divisori: 1, 5, 13, 31, 65, 155, 403, 2015. Poiché la somma dei suoi divisori (escluso il numero stesso) è 673 < 2015, è un numero difettivo.
- È un numero sfenico.
- È un numero palindromo nel sistema numerico binario.
- È un numero ondulante nel sistema posizionale a base 8 (3737).
- È un numero congruente.
- È un numero nontotiente in quanto dispari e diverso da 1.
- È un numero malvagio.
- È un numero intero privo di quadrati.
- È parte delle terne pitagoriche (496, 1953, 2015), (775, 1860, 2015), (1023, 1736, 2015), (1209, 1612, 2015), (2015, 1632, 2593), (2015, 1980, 2825), (2015, 4836, 5239), (2015, 6084, 6409), (2015, 11928, 12097), (2015, 13020, 13175), (2015, 31200, 31265), (2015, 65472, 65503), (2015, 81192, 81217), (2015, 156156, 156169), (2015, 406020, 406025), (2015, 2030112, 2030113).

## Astronomia
- 2015 Kachuevskaya è un asteroide della fascia principale del sistema solare.

## Astronautica
- Cosmos 2015 è un satellite artificiale russo.